# Black Midi
Black Midi (Eigenschreibweise: black midi) war eine britische Rockband aus London. Die Mitglieder der 2017 gegründeten Band waren Geordie Greep (Gesang, Gitarre, Piano und Synthesizer), Cameron Picton (Bass, Synthesizer, Flöte, Gitarre und gelegentlich Gesang) und Morgan Simpson (Schlagzeug). Die Band wurde bei Liveauftritten seit 2020 regelmäßig von HMLTD-Mitglied Seth Evans (Keyboards, Synthesizer, Bass) und Kaidi Akinnibi (Saxofon) unterstützt. Die Band veröffentlichte drei Studioalben: Schlagenheim 2019, Cavalcade 2021 und Hellfire 2022. Dabei deckten sie musikalisch ein weites Feld ab, das von Math-Rock, Post-Punk und Noise-Rock bis Progressive Rock und Jazz-Fusion reichte.

## Geschichte

### Gründung undSchlagenheim(2015–2019)
Geordie Greep, Matt Kwasniewski-Kelvin und Morgan Simpson lernten sich als Kommilitonen der Londoner Brit School kennen, einer weltweit renommierten britischen Universität für darstellende Künste. 2017 schlossen sich Greep und Kwasniewski-Kelvin mit dem Drummer Simpson, der durch einige virale YouTube-Videos auf sich aufmerksam machte und 2014 den "Young Drummer of the Year"-Preis gewann, zusammen, um eine Band zu gründen. Greep und Kelvin übernahmen zunächst Gitarre und Gesang, während Simpson Schlagzeug spielte. Cameron Picton stieß später als Bassist dazu. Ihr Name leitet sich vom japanischen elektronischen Musikgenre Black MIDI ab, einem Genre, bei dem ein Song aus einer möglichst hohen Anzahl von Noten besteht.
Black Midi waren Teil der South London scene, die Bands wie Black Country, New Road, Shame oder Squid hervorbrachte. Wie manch andere Band der Szene hatten auch sie 2017 ihren ersten Auftritt im Club The Windmill. Ein Jahr darauf veröffentlichten sie ihre erste Single bmbmbm auf Speedy Wunderground, dem privaten Label des Musikproduzenten Dan Carey. Wie andere Singles des Labels, wurde auch bmbmbm nur an einem Tag aufgenommen und erhielt eine limitierte Vinylveröffentlichung. Einem breiteren Publikum wurde die Band Ende 2018 durch eine Liveperformance beim US-amerikanischen Radiosender KEXP bekannt. Noch heute ist dieser Auftritt mit knapp 1,6 Millionen Aufrufen auf YouTube (Stand Juni 2024) eines der meistaufgerufenen Videos der Band. Die fünf neuen Songs, darunter bmbmbm, wurden schließlich Teil ihres Debütalbums Schlagenheim, das am 21. Juni 2019 veröffentlicht wurde. Das Album, das in nur fünf Tagen aufgenommen wurde, stieß auf große Resonanz und wurde noch im selben Jahr für einen Mercury Prize nominiert.

### CavalcadeundHellfire(2020–2023)
Nach dem Erfolg ihres ersten Albums starteten Black Midi im Juni 2020 die Radioshow The Black Midi Variety Hour auf NTS Radio, von der bis zum Sommer 2021 sieben Episoden veröffentlicht wurden. Am 10. Dezember desselben Jahres trat die Band zusammen mit Black Country, New Road als Black Midi, New Road auf, um Geld für den vom COVID-19 Lockdown getroffenen Club The Windmill zu sammeln. Neben einem langen Jam spielten sie Coverversionen von Stücken der Künstler Coldplay, Led Zeppelin und Bruce Springsteen.
Am 15. Januar 2021 veröffentlichte Gitarrist Matt Kwasniewski-Kelvin ein Statement auf der Facebook-Seite der Band, auf dem er eine Auszeit von der Band ankündigte. Als Grund gab er psychische Gründe an. Auch wenn er auf zukünftigen Alben der Band nicht zu hören sein werde, schloss er eine Rückkehr nicht aus. Am 23. März kündigte Black Midi schließlich ihr zweites Album Cavalcade an, dass am 28. Mai erschien. Für dieses Album wurden drei Singles ausgekoppelt: John L, Slow (Loud) und Chondromalacia Patella. Cavalcade markiert eine Abkehr von dem Noise-Rock von Schlagenheim und vereint erstmals Einflüsse aus Progressive Rock und Jazz-Fusion. Auch entstand im Vergleich zum Vorgänger nicht aus Jam-Sessions, sondern wurde von den Bandmitgliedern zuhause geschrieben und in Proben zusammengesetzt. Am 9. Mai 2022 wurde schließlich das dritte Studioalbum Hellfire ankündigt, das in gemeinsamen Sessions im Sommer 2021 entstand. Das Album, das offiziell am 15. Juli erschien, hatte ebenfalls drei Singleauskopplungen: Welcome to Hell, Eat Men Eat und Sugar/Tzu. Hellfire ist ein Konzeptalbum über das Böse im Menschen. Laut Sänger Greep ist „fast jeder Dargestellte ist eine Art Drecksack“.

### Trennung (2024)
Am 10. August 2024 antwortete Geordie Greep während eines Instagram-Liveauftritts, der eine Reihe von Solo-Live-Events bewarb, auf Fragen zu der Zukunft der Band mit "Kein black midi mehr" und "Es ist vorbei". Später bestätigte Bassist Cameron Picton auf X die Trennung und erklärte, dass die Band "abgestimmt habe, nichts über eine Trennung zu sagen", weshalb er von Greeps Kommentaren überrascht war.
Zwei Tage später meldete sich das Management von black midi zu Wort und teilte dem Magazin The Quietus mit, dass sich die Band in eine unbestimmte Pause verabschiedet habe, um sich auf Soloprojekte zu konzentrieren zu können. Jedoch „mit dem Verständnis, dass die Black Midi-Tür offen bleibt“.

## Diskographie

### Studioalben
| Jahr | Titel        | Höchstplatzierung, Gesamtwochen, AuszeichnungChartplatzierungen (Jahr, Titel, Platzierungen, Wochen, Auszeichnungen, Anmerkungen) | Höchstplatzierung, Gesamtwochen, AuszeichnungChartplatzierungen (Jahr, Titel, Platzierungen, Wochen, Auszeichnungen, Anmerkungen) | Höchstplatzierung, Gesamtwochen, AuszeichnungChartplatzierungen (Jahr, Titel, Platzierungen, Wochen, Auszeichnungen, Anmerkungen) | Höchstplatzierung, Gesamtwochen, AuszeichnungChartplatzierungen (Jahr, Titel, Platzierungen, Wochen, Auszeichnungen, Anmerkungen) | Anmerkungen                         |
| Jahr | Titel        | DE | AT | CH | UK | Anmerkungen                         |
| ---- | ------------ | --- | --- | --- | --- | ----------------------------------- |
| 2019 | Schlagenheim | — | — | — | UK43 (1 Wo.)UK | Erstveröffentlichung: 21. Juni 2019 |
| 2021 | Cavalcade    | DE74 (1 Wo.)DE | — | — | UK60 (1 Wo.)UK | Erstveröffentlichung: 26. Mai 2021  |
| 2022 | Hellfire     | DE41 (1 Wo.)DE | — | CH67 (1 Wo.)CH | UK22 (1 Wo.)UK | Erstveröffentlichung: 15. Juli 2022 |

### Singles
| Datum mit Jahr    | Titel                                | Album            |
| ----------------- | ------------------------------------ | ---------------- |
| 8. Juni 2018      | bmbmbm                               | Schlagenheim     |
| 25. Januar 2019   | Speedway                             | Schlagenheim     |
| 26. März 2019     | Crow's Perch                         | Non-album single |
| 30. April 2019    | Talking Heads                        | Non-album single |
| 20. Juni 2019     | Ducter                               | Schlagenheim     |
| 8. November 2019  | 7-Eleven                             | Non-album single |
| 9. Januar 2020    | Ded Sheeran (Ed Sheeran Send) Part 1 | Non-album single |
| 5. Februar 2020   | Sweater                              | Non-album single |
| 18. Dezember 2020 | bm xmas covers                       | Non-album single |
| 23. März 2021     | John L / Despair                     | Cavalcade        |
| 28. April 2021    | Slow (Loud)                          | Cavalcade        |
| 18. Mai 2021      | Chondromalacia Patella               | Cavalcade        |
| 4. August 2021    | Cruising                             | Non-album single |
| 9. Mai 2022       | Welcome to Hell                      | Hellfire         |
| 15. Juni 2022     | Eat Men Eat                          | Hellfire         |
| 12. Juli 2022     | Sugar/Tzu                            | Hellfire         |